# Andropogon juncifolius
Andropogon juncifolius är en gräsart som beskrevs av Nicaise Auguste Desvaux och William Hamilton. Andropogon juncifolius ingår i släktet Andropogon och familjen gräs.
Artens utbredningsområde är Santa Cruzöarna. Inga underarter finns listade i Catalogue of Life.